# I. e. 400-as évek
Évszázadok: i. e. 6. század – i. e. 5. század – i. e. 4. század
Évtizedek: i. e. 450-es évek – i. e. 440-es évek – i. e. 430-as évek – i. e. 420-as évek – i. e. 410-es évek – i. e. 400-as évek – i. e. 390-es évek – i. e. 380-as évek – i. e. 370-es évek – i. e. 360-as évek – i. e. 350-es évek
Évek: i. e. 409 – i. e. 408 – i. e. 407 – i. e. 406 – i. e. 405 – i. e. 404 – i. e. 403 – i. e. 402 – i. e. 401 – i. e. 400